# Lutung samotny
Lutung samotny (Trachypithecus shortridgei) – gatunek ssaka naczelnego z podrodziny gerez (Colobinae) w obrębie rodziny koczkodanowatych (Cercopithecidae). 

## Zasięg występowania
Lutung samotny występuje w północno-wschodniej Mjanmie, na wschód od rzeki Czinduin (stan Kaczin na północ od dystryktu Myitkyina) i południowo-zachodniej Chińskiej Republice Ludowej (dolina rzeki Dulong w powiecie Gongshan, północno-zachodni Junnan).

## Taksonomia
Gatunek po raz pierwszy naukowo opisał w 1915 roku brytyjsko-indyjski zoolog Robert Charles Wroughton nadając mu nazwę Presbytis shortridgei. Holotyp pochodził z Homalin, w górnym biegu rzeki Chindwin, w Mjanmie.
T. shortridgei należy do grupy gatunkowej pileatus. W górnym biegu rzeki Chindwin może występować intergradacja z T. pileatus lub nieopisana odmiana T. shortridgei. Autorzy Illustrated Checklist of the Mammals of the World uznają ten takson za gatunek monotypowy.

### Etymologia
- Trachypithecus: gr. τραχυς trakhus „szorstki, kudłaty”; πιθηκος pithēkos „małpa”[8].
- shortridgei: kpt. Guy Chester Shortridge (1880–1949), brytyjski teriolog, kolekcjoner z całego świata, oficer policji południowoafrykańskiej, dyrektor Kaffrarian Museum[9].

## Morfologia
Długość ciała (bez ogona) 67–72 cm, długość ogona 95–104 cm; brak szczegółowych danych dotyczących masy ciała. 